# Bandera de Mérida (Venezuela)
La Bandera de la ciudad de Mérida en Venezuela es el pabellón usado para representar a dicha ciudad y además al municipio Libertador. 
La bandera de diseño innovador está dividida en 8 campos y en el centro, se muestra la cruz de Santiago en honor a la ciudad por su nombre oficial, Santiago de los Caballeros de Mérida. Cada campo posee un color diferente cuya representación aún no ha sido revelada.
- Datos: Q5718677